# 運命 (幸田露伴)
『運命』（うんめい）は、幸田露伴による歴史小説。初出は雑誌『改造』1919年（大正8年）4月創刊号に掲載された。

## 概説
1398年、明朝の太祖洪武帝が崩じ、孫の建文帝が即位した。心やさしいが気弱な22歳の皇帝だった。皇帝の地位安定のために側近の廷臣たちは、実力のある皇族たちを相次いで粛清したが、やがて叔父である太祖第四子燕王（永楽帝）と、皇帝の座をめぐり甥と叔父との激烈な戦い「靖難の役」となった。建文帝は追われ潜伏し僧となり、雲南の地などを何十年と流浪せるも、平和な一生を送ったのに対し、永楽帝は長く在位せるもいささかも安穏の日は無く、晩年も遠征が相次ぎ、その最中に病により崩じた。　
『明史』や『明史紀事本末』などを元にしたフィクション（物語）であるが、当初作者はこれを半ば事実と思っていたようで、岩波文庫で再刊に際し跋（あとがき）で、「これは史実ではなかったと、後で知ったと思う（大意）」と記している。
助手で「露伴全集」も編纂した塩谷賛は、伝記『幸田露伴』下巻の「運命の章」（中央公論社）で、当初の表題は『定数』だったと述べている。

## 現在の評価
高島俊男は『露伴「運命」と建文出亡伝説』で、本作品と中国の歴史家たちの研究との照合をしてみると、発表時に谷崎潤一郎、斎藤茂吉や小泉信三等がその「文体」に感激したというこの史伝は、元ネタの『明史紀事本末』を、漢文訓読文で単純に読み下したものにすぎず、文学的に評価するのはおかしいと主張している。なお、露伴が執筆時に事実と信じていた流浪説についてであるが。現在（1994年時点）、中国の研究者は概ね建文帝は生きていた（出亡説）の立場に立つ。一方で日本の研究者はこの問題に対して真実か否かを真正面から取り上げることは無く単なる逸話の一つとして取り上げるだけである。
中国文学者の井波律子は、直接高島の論には触れず、露伴は取捨選択し描いていると評価している。
東洋史学者の杉山正明は『露伴の『運命』とその彼方　ユーラシアの視点から』がある。
文芸評論家の福田和也は、露伴はたくさんの中国の文献を読んではいるが、解釈も意味づけもせず図書館のように並べているだけだとする高島の批判に対し、「それだからこそ、すごいんじゃないかと思う」「批判しているつもりだけれども、それは逆に露伴のすごさを図らずも示している。『運命』は本当にいいものです」と述べている。
主に古代中国を題材に歴史小説を書いている宮城谷昌光も、随筆集で作家の立場から「運命」を論じている 。宮城谷が尊敬する、古代中国研究の碩学白川静は若き日の愛読書に挙げている。
SF・ファンタジー小説を多く手掛けた田中芳樹は、「幸田露伴『運命』研究」を修士論文とした。作家となった後にも自作中のエピソードにその翻案を取り入れている。また、本作のリライト作である『運命:二人の皇帝』を上梓した。

## 主な刊行書籍
- 『露伴学人 幽秘記』 改造社、1925年
  - 「精選名著複刻全集　近代文学館」 日本近代文学館編　1968年、新版1983年ほか
- 『幸田露伴集 運命ほか』〈日本現代文學全集6〉講談社、1963年 - 多数の小説・評論
- 『露伴小説　第4冊　運命ほか6篇』 篠田一士編、岩波書店、1988年 - 元版「露伴全集 6」
- 『幸田露伴集 運命ほか3篇』 岡保生、福本雅一校注　
〈日本近代文学大系6〉角川書店、1974年、解説河盛好蔵
- 『運命・暴風裏花』 岩波文庫、1938年、改版1972年 - 解説塩谷賛
- 『運命・幽情記』 講談社文芸文庫、1997年 - 解説川村二郎

翻案再話
- 『運命 二人の皇帝 痛快世界の冒険文学 (18)』田中芳樹訳、講談社、1999年。講談社文庫、2005年